# Киборт, Иосиф Станиславович
Ио́сиф Станисла́вович Ки́борт (Юзеф Станиславович Кибартас) (30 ноября 1894—1937) — российский революционер, видный деятель ВЧК-ОГПУ на Украине.

## Биография
Родился 30 ноября 1894 года в губернском городе Ковно Российской Империи. Семья принадлежала к обедневшему дворянскому роду.
С 1907 года был рабочим на лесопильном заводе в Ковно, в 1909 году переехал в Москву, где поступил на металлообрабатывающий завод «Тильманс».
В 1915 году призван в армию, проходил службу в составе конного полка пограничной стражи Министерства финансов Российской Империи.
Вступил в РСДРП(б)15 марта 1917 года. В июле 1917 года сформировал и возглавил отряд красной гвардии в триста штыков из рабочих завода «Тильманс».
К октябрю 1917 года вошёл в состав Совета рабочих и солдатских депутатов Пресненского района Москвы, избран депутатом Пресненской районной думы от фракции большевиков, назначен начальником штаба Военно-революционного комитета Пресненского района, введён в комитет РСДРП(б) Пресненского района Москвы.
Во главе красногвардейского отряда принял участие в Московском восстании, участвовал в боях с войсками Временного правительства на Кудринской площади и в районе Никитских ворот.
С ноября 1918 года И. Киборт занимал командные должности среднего звена в частях Красной Армии, в качестве командира роты и начальника бронепоезда участвовал в сражениях Гражданской войны на Дону и Украине.
С августа 1919 года состоял на службе в органах ВЧК, возглавляя особые отделения в одной из дивизий Червонного казачества, а также в ряде стрелковых — Латышской, 15-й Сивашской, 51-й Московской.
После войны занял должность начальника активной части особого отдела 13-й армии, а с 1921 года назначен заместителем начальника Киевского губотдела ВЧК — начальником Особого отдела пограничных войск по охране границы с Румынией.
С 1922 года — начальник особого отдела 2-го кавалерийского корпуса имени СНК Украины(командир Г. И. Котовский).
Весной 1924 года И. Киборт стал командиром вновь созданного Каменец-Подольского пограничного отряда и начальником окружного отдела ГПУ Украинской ССР.
За заслуги в формировании органов безопасности в Красной Армии и пограничных войск СССР награждён званием «Почётный чекист» (Знак № 144) и именным оружием от Реввоенсовета СССР.
В марте 1929 года уволился в отставку по инвалидности, вызванной болезнью лёгких, после чего занимал административные должности в сфере здравоохранения в Москве и Ялте.
Скончался в 1937 году в результате заболевания лёгких.

## Иосиф Киборт в художественной литературе
Иосиф Киборт является одним из действующих лиц повести советского писателя В. Беляева «Старая крепость». Описываемые события относятся к периоду пребывания И. Киборта в должности командира Каменец-Подольского пограничного отряда.